# ريتشارد باكستر
ريتشارد باكستر (بالإنجليزية: Richard Baxter)‏ (و. 1615 – 1691 م) هو عالم عقيدة، وفيلسوف، وكاتِب، من إنجلترا، توفي في لندن، عن عمر يناهز 76 عاماً.

## روابط خارجية
- ريتشارد باكستر على موقع الموسوعة البريطانية (الإنجليزية)
- ريتشارد باكستر على موقع ديسكوغز (الإنجليزية)